# جيوكي
جيوكي (行 基) (668-749) وهو كاهن بوذي ياباني عاش خلال فترة نارا، ولد في مقاطعة أوتوري، مقاطعة كاواتشي (الآن ساكاي، أوساكا)، ويقال أنه كان من أصل كوري.
أصبح جيوكي راهباً في اسوكا ديرا، وهو معبد في نارا، في سن الخامسة عشرة درس عند دوشو كواحد من أول تلاميذه.
عاد إلى مسقط رأسه ليجعل منزله معبداً، ثم بدأ في السفر في جميع أنحاء اليابان للتبشير إلى العوام ومساعدة الفقراء، وشكل مجموعة من المتطوعين لمساعدة الفقراء بشكل رئيسي في منطقة كانساي، بنى 49 ديراً للراهبات التي تعمل أيضا في مستشفيات الفقراء.